# Kamenice (kanton zenicko-dobojski)
Kamenice – wieś w Bośni i Hercegowinie, w Federacji Bośni i Hercegowiny, w kantonie zenicko-dobojskim, w gminie Breza. W 2013 roku liczyła 774 mieszkańców, z czego większość stanowili Boszniacy.